# Pic Gallinàs (Cortsaví)
|  | Per a altres significats, vegeu «Pic Gallinàs». |

El Pic Gallinàs o Pic de Gallinassa o Pic Gallinasse és un pic de 2.460,8 m alt del massís del Canigó situat entre les comunes de Vallmanya, de la comarca del Conflent i de Cortsaví, de la del Vallespir, totes dues a la Catalunya del Nord.
És situat al sector nord-oest del terme de Cortsaví, i al sud del de Vallmanya. A ponent seu hi ha el Pla de les Eugues, i al sud-est, el Cinc Creus.
Aquest cim està inclòs al llistat dels 100 cims de la FEEC.

## Fotografies

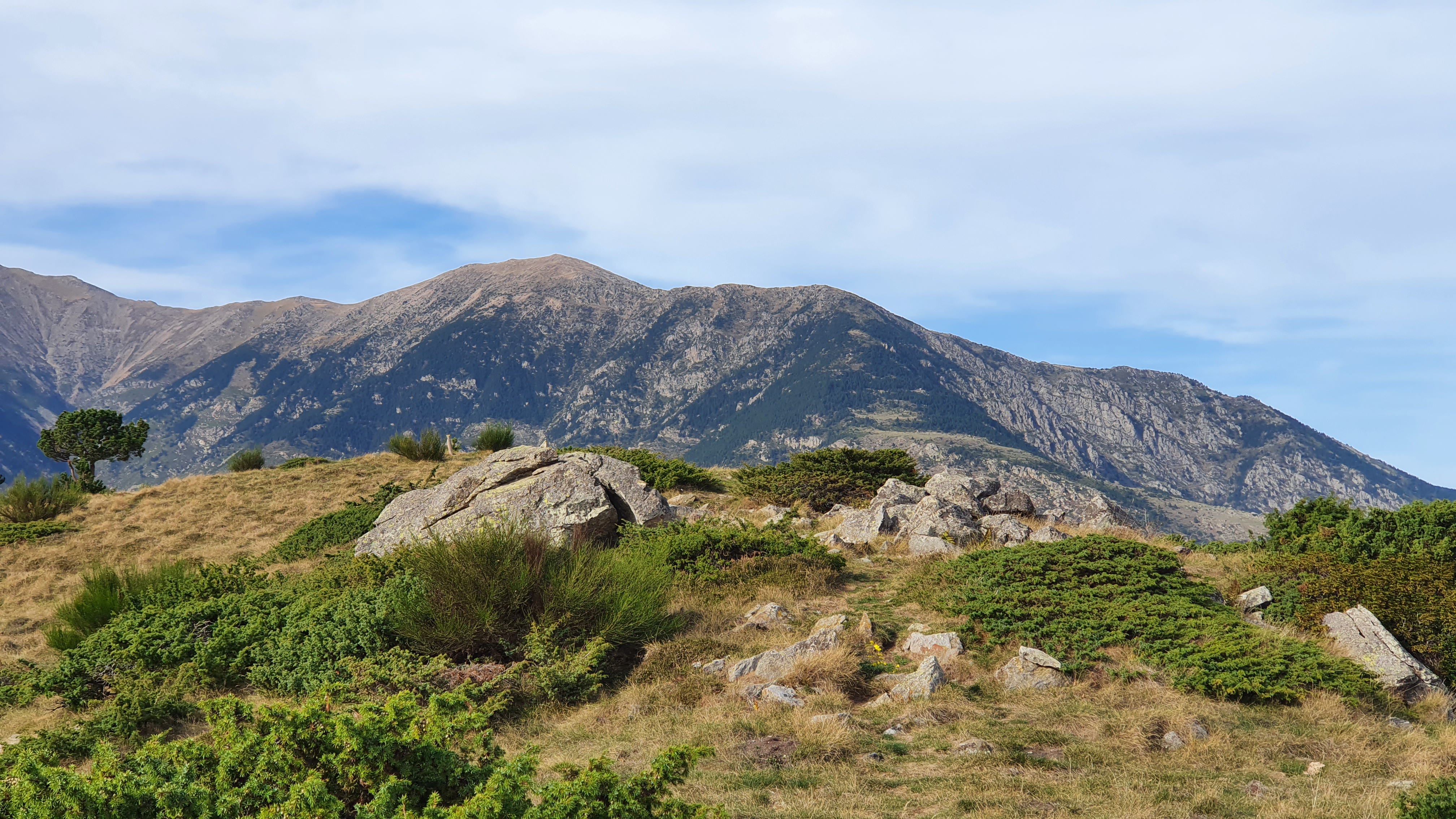
Pic de Gallinassa des de La Soca
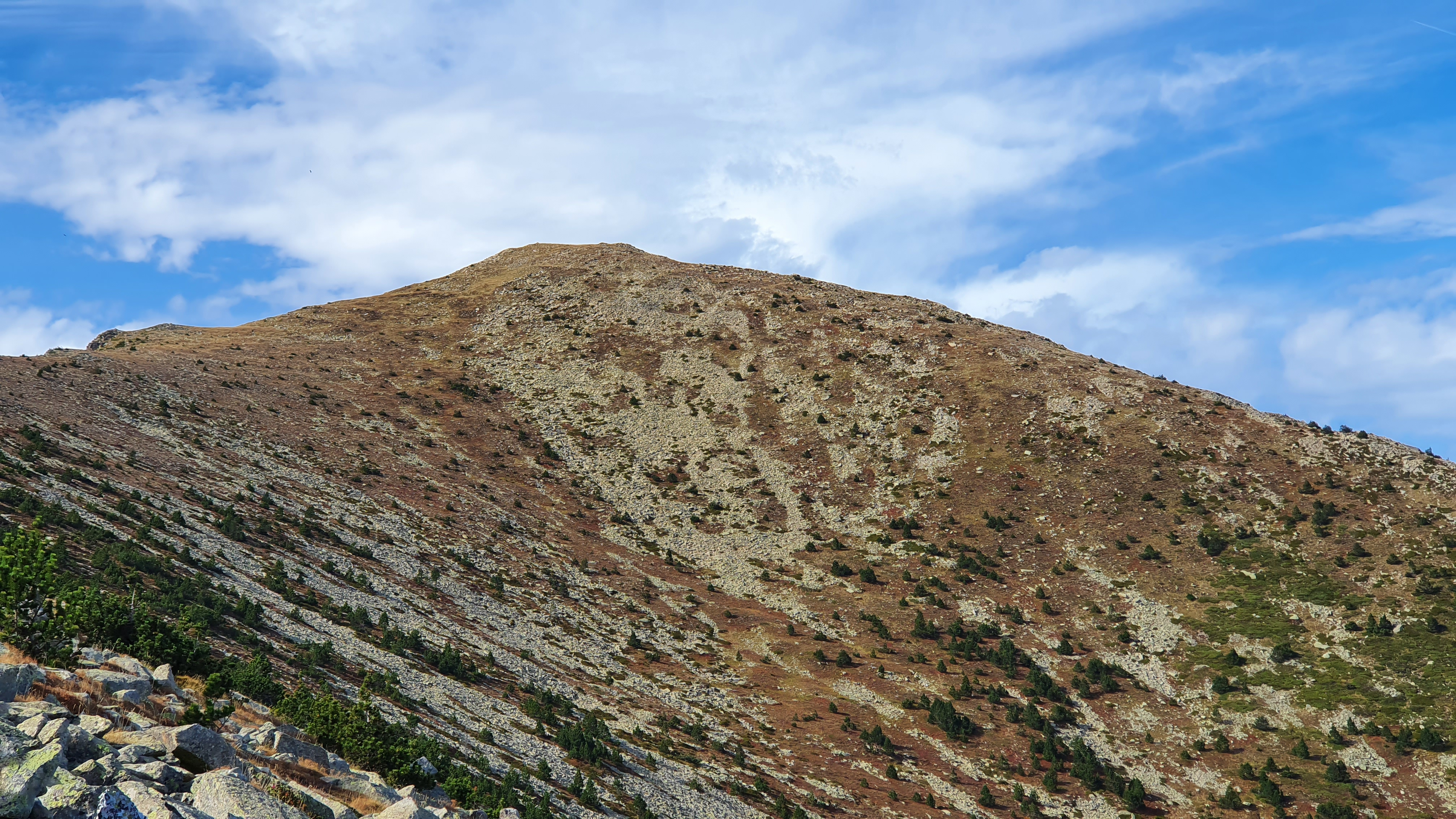
Pic de Gallinassa des del vessant sud-est
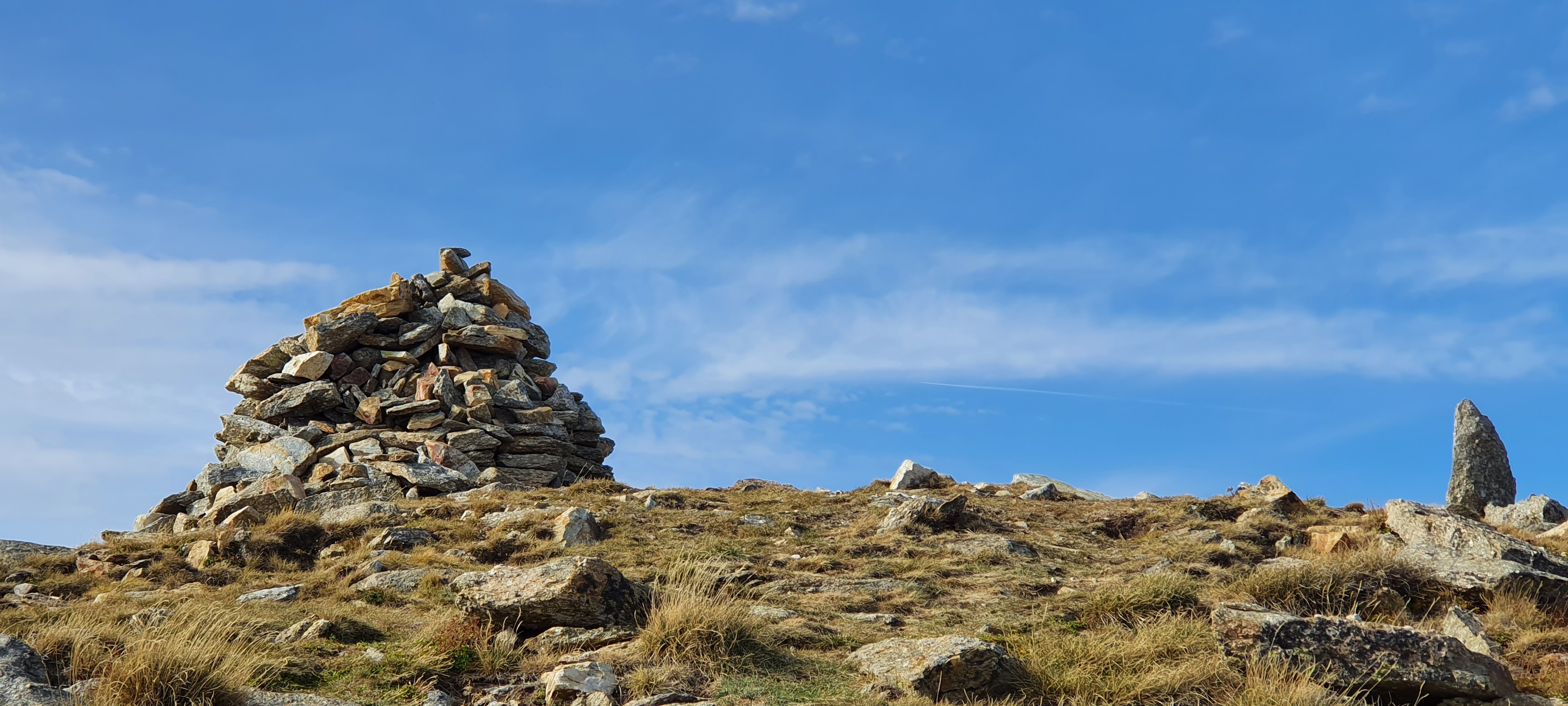
Fita del cim del Pic de Gallinassa
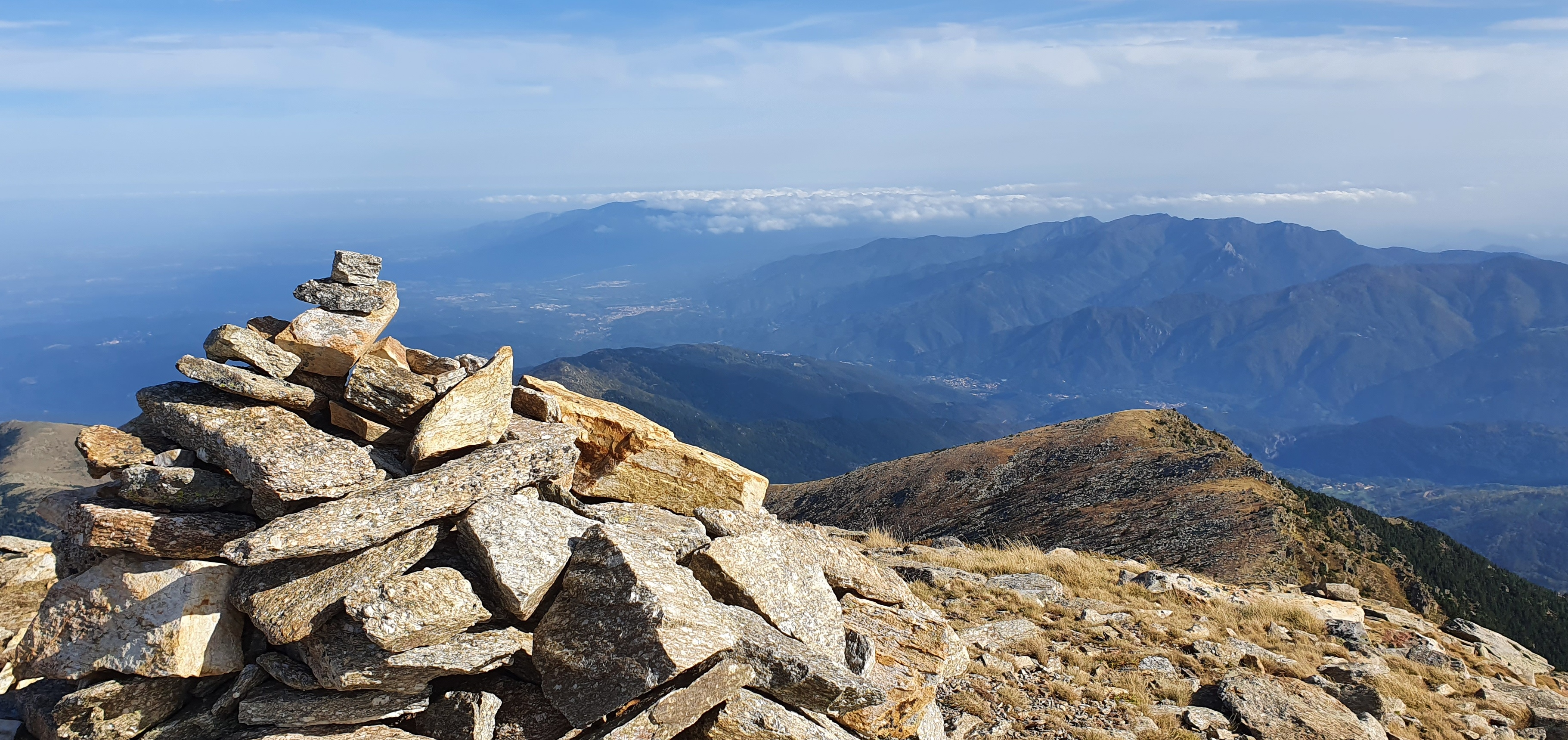
Fita del cim del Pic de Gallinassa al fons el Pic de Cincreus i la plana del Vallespir
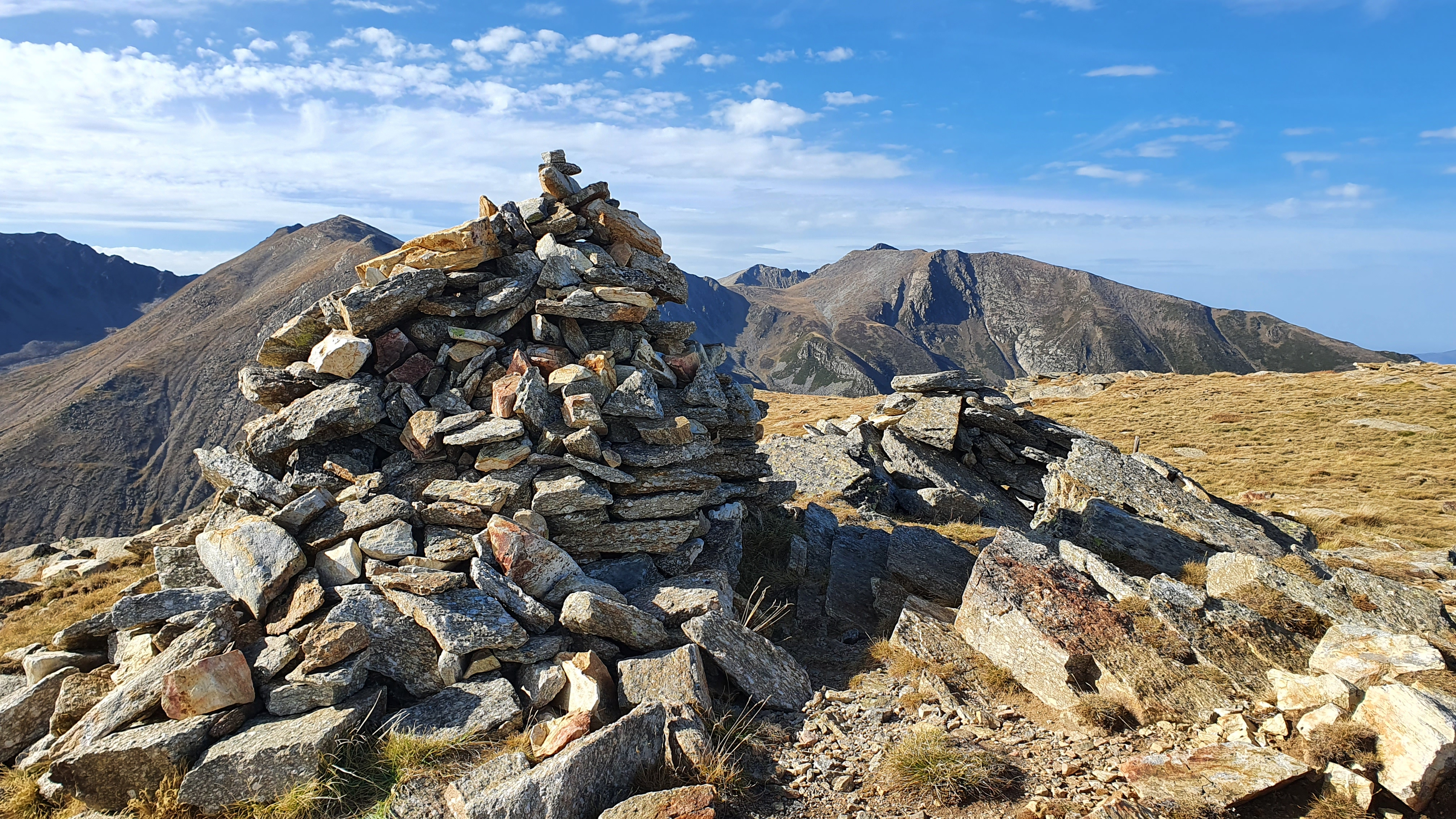
Fita del cim del Pic de Gallinassa al fons a la dreta el Canigó